# Колодненский сельский совет (Збаражский район)
Колодненский сельский совет (укр. Колодненська сільська рада) — входит в состав
Збаражского района
Тернопольской области
Украины.
Административный центр сельского совета находится в 
с. Колодное.

## История
- 1940 — дата образования.

## Населённые пункты совета
- с. Колодное
- с. Болязубы
- с. Глинчуки